# Howardwick, Texas
Howardwick là một thành phố thuộc quận Donley, tiểu bang Texas, Hoa Kỳ. Năm 2010, dân số của xã này là 402 người.

## Dân số
- Dân số năm 2000: 437 người.
- Dân số năm 2010: 402 người.